# البربا (المنيا)
قرية البربا  هي إحدى القرى التابعة لمركز أبو قرقاص بمحافظة المنيا في جمهورية مصر العربية. حسب إحصاءات سنة 2006، بلغ إجمالي السكان في البربا 10259 نسمة، منهم 5198 رجل و5061 امرأة.